# Пони кар
Пони кар (на английски: Pony car; буквално кола пони - игра на думи с името на модела на Форд Мустанг) е клас (предимно) американски автомобили, вдъхновен от модела Форд Мустанг.

## Критерии
В този клас влизат автомобили, които отговарят на следните критерии:
- сравнително ниска базова цена;
- атрактивен, спортен външен вид;
- каросерия тип купе или кабриолет;
- дълга предница и къса задница;
- задно задвижване;
- предлагани екстри срещу доплащане, като например V8 двигатели, климатик, радио и др.;
- маркетингова стратегия, ориентирана предимно към младите шофьори.

Примери за автомобили от този клас:
- Форд Мустанг (1964-)
- Плимут Баракуда (1964-1974)
- Шевролет Камаро (1967-2002)
- Понтиак Файърбърд (1967-2002)
- Меркюри Кугар (1967-1970)
- АМС Джавелин (1968-1974)
- Додж Чалънджър (1970-1974)
- Меркюри Капри (1979-1986)
- АМС Спирит АМХ (1979-1980)
- Някои считат Форд Капри и Тойота Селика като първите съответно европейски и японски представители в този клас.

## История

### Предисторията
Терминът пони кар произлиза от Форд Мустанг, първият модел от този клас автомобили и по този начин и терминът, и автомобилът имат сходна история, водеща началото си от края на 50-те години. По това време (1955-1957) Форд произвежда двуместния модел Тъндърбърд. От втората му генерация нататък той вече е четириместен, по-голям и по-луксозен. Новият модел е успешен откъм продажби, но от друга страна собствениците на автокъщи и самите купувачи скърбят за загубата на двуместния Тъндърбърд, който е по-непретенциозен и по-евтин от наследника си и привлича множество купувачи в автокъщите. Това кара Форд в продължение на няколко години на обмисля модел, подобен на първите Тъндърбърдове.
Допълнителен тласък идва от страна на Шевролет, чиито модел Корвеър Монца се радва на успех в началото на 60-те години. Оригиналният Корвеър е от компактния клас, но спортната модификация Монца с единични седалки отпред и скоростен лост на пода, а не на кормилото, се продава по-успешно. Именно от Корвеър Монца започва модата на по-спортните автомобили от всякакъв клас с единични предни седалки. Форд пуска на пазара спортни версии на Форд Фалкън - Фючъра и Фючъра Спринт, Крайслер отговаря с версиите Сигнит на Плимут Вълайънт и GT на Додж Дарт, а Америкън Моторс (АМС) - с версиите 440-H и Роуг на Америкън Рамблър. Други подобни автомобили са Стюдъбейкър Ларк Дайтона, Меркюри Комет S-22, Олдсмобил Кътлес F-85, Понтиак Темпист Льо Ман и Буик Спешъл Скайларк. Повечето от тези спортни версии се продават със същите икономични шестцилиндрови двигатели като нормалните модели, но някои се предлагат и с опционални V8 двигатели, четиристепенни механични скоростни кутии и др.

### Началото
Спортните версии се оказват доста успешни за производителите, но някои от директорите – най-вече Лий Якока, един от ръководните фактори във Форд - смятат, че спортните версии на по-обикновени автомобили само загатват потенциала на една нова пазарна ниша. По това време има наплив на млади купувачи с високи заплати, които предпочитат автомобили с по-младежки имидж отколкото този на стандартните седани. Якока преценява, че ако на пазара се появи спортна кола с невиждан дотогава дизайн и достъпна цена, тя би намерила множество купувачи. Така се ражда Форд Мустанг, които е пуснат в продажба на 17 април 1964 г. Предвижданията са през първата година да бъдат произведени 100.000 екземпляра, но още през първия ден са получени 22.000 поръчки - затова производството е увеличено и за една година са продадени 618.812 броя.
Въпреки незабавния успех на Форд Мустанг, мнозина (дори хора от Форд) се опасяват, че истерията по този автомобил бързо ще стихне и затова другите производители на автомобили изчакват с лансирането на пазара на свои модели. Първият конкурент на Мустанг е Плимут Баракуда. Първата генерация всъщност дебютира на пазара две седмици преди Форд Мустанг. Именно заради този факт някои смятат, че Плимут Баракуда е първият автомобил от клас пони кар. Въпреки това има сериозни основания да се смята, че не първата, а едва втората и третата генерации Баракуда (1967-1969 и 1970-1974) се вписват в този клас. По това време Крайслер се намира във финансови затруднения и не може да отдели средства за нова разработка, затова първата генерация Баракуда е просто евтин начин да се доразвие спортния потенциал на Плимут Вълайънт - между двата модела има доста прилики - не само на външен вид, но и в еднаквите части, използвани и в двата модела. Наблегнато е повече на комфорта, отколкото на спортния имидж. Реакциите към колата са смесени и това обяснява сравнително ниските ѝ продажби, особено в сравнение с Форд Мустанг. Втората генерация обаче е с изцяло променен външен вид. Рамблър Тарпон е автомобил, който влиза в категорията пони кар, но никога не е пуснат в серийно производство. Прототипът е представен през 1963 г. и също като Плимут Баракуда хронологично изпреварва Форд Мустанг. Въпреки добрите отзиви, от АМС преценяват, че шестцилиндровият двигател с който разполагат няма да задоволи изискванията на купувачите и продължават работата по нов V8 двигател вместо да се заемат със серийно производство на Тарпон. Затова Форд Мустанг се счита за първата истинска кола от клас пони кар. Някои шеговито отбелязват, че ако Плимут Баракуда се беше радвал на по-голям успех и Рамбъл Тарпон беше влязъл в серийно производство, терминът за този вид автомобили щял да бъде фиш кар (fish car, буквално кола риба - игра на думи с barracuda и tarpon - съответно морска щука и риба от рода на херингите).

### Конкурентите
Първоначално Дженеръл Мотърс смятат, че моделът Шевролет Корвеър, който през 1965 г. е освежен с изцяло нов дизайн на каросерията и ново окачване, ще бъде успешна конкуренция на Форд Мустанг, но след като се разбира, че моделът Корвеър като цяло няма бляскаво бъдеще, на пазара е пуснат Шевролет Корвет. Това става през 1967 г., когато излиза втората генерация Мустанг. Същата година към тези модели се присъединяват Понтиак Файърбърд и Меркюри Кугар, през 1968 г. се появява АМС Джавелин, а последен в този сегмент излиза Додж с модела Чалънджър (1970), уголемена версия на Плимут Баракуда.
В края на 60-те години тези модели носят големи печелби на производителите. Това обаче не е единственият плюс от въвеждането на този клас автомобили – от голямо значение е и, че те успяват спечелят (особено младите) купувачите за съответната марка автомобили. През 1970 г. списание Car and Driver публикува изследване, според което малко от притежателите на пони кар купуват втора от същия клас, но за сметка на това следващата кола на около 50% от тях е от същата марка.
По принцип в категорията пони кар влизат предимно американски автомобили, но през 1969 г. Форд създава много успешен европейски еквивалент – Форд Капри. Имиджът на този модел се доближава до този на Форд Мустанг. В САЩ той е известен като Меркюри Капри и се продава до 1978 г., когато Форд спира да импортира европейския Капри и започва да продава нов Меркюри Капри, който всъщност е близнак на Форд Мустанг, но никога не успява да стигне неговата популярност. През 1970 г. в производство е пуснат моделът Тойота Селика. Тази кола много прилича на Форд Мустанг (дори често е наричана Японски Мустанг или Мустанг Селика) и е предназначена за същите купувачи – затова някои я смятат за първия японски автомобил от клас пони кар.

### Упадъкът
Продажбите на коли от клас пони кар вървят добре и достигат своя връх през 1967 г., когато държат 13% от целия пазар, но през 1969 г. продажбите падат до 9%. През 1970 г. купувачите започват да се ориентират към американски или вносни коли от компактния клас или към луксозни мозели от по-висок клас. Причините за това са обясними: с всяка следваща генерация колите от клас пони кар стават по-големи, по-тежки, по-луксозни и по-скъпи. Така например Форд Мустанг от 1973 г. например е с 216 мм по-дълъг, 150 мм по-широк и 272 кг по-тежък от първия модел от 1964 г. Додж Чалънджър е само малко по-малък и по-лек от моделите от среден клас на Додж. По-големите размери и следователно допълнителният товар задъхват стандартните шест- и осемцилиндрови двигатели, а нововъведените по-мощни двигатели надвишават възможностите на окачването, спирачките и гумите на пони колите. Първата нефтена криза през 1973 г. също допринася за излизането на този вид коли от мода. След 1974 г. спира производството на Додж Чалънджър, Плимут Баракуда и АМС Джавелин. Същата съдба е напът да сполети и Шевролет Камаро и Понтиак Файърбърд, но те са спасени в последния момент. Меркюри Кугар се превръща в луксозен близнак на Форд Тъндърбърд, предназначен за по-богатите купувачи, а Форд Мустанг става луксозен модел от компактния клас на базата на Форд Пинто.

### Краткотрайно възкръсване
В края на 70-те и началото на 80-те години пони колите на Дженерал Моторс отново стават популярни. Това донякъде се дължи на филми и сериали като Smokey and the Bandit, Найт Райдър и The Rockford Files, в които основна роля играят Понтиак ТрансАм и Понтиак Файърбърд. Тази популярност се оказва решаваща за това Файрбърд и Шевролет Камаро да не бъдат спрени от производство. През 1979 г. Форд Мустанг отново получава по-спортен дизайн. Това кара Меркюри да се върне в семента на пони колите със споменатия вече Меркюри Капри. Крайслер отново има финансови проблеми и не възкресява своите пони модели, въпреки че лансира няколко модела с предно задвижване, в които се долавя духът на пони колите. В продължение на две години АМС произвежда мощния модел Спирит АМХ, който наподобява хечбек версията на Форд Мустанг. Продажбите на Форд Мустанг остават високи, но въпреки това Форд обмисля да замени този модел с друг с предно задвижване. В крайна сметка вместо смяната започва паралелното производство на Форд Проуб.

### Последните години
В края на 90-те години популярността на пикапите и всъдеходите нараства и все повече хора започват да се насочват към тях вместо към пони моделите. Това води до спирането от производство на Шевролет Камаро и Понтиак Файърбърд през 2002 г. В производство остава единствено оригиналната пони кола Форд Мустанг. През 2005 г. той навлиза в петата си генерация, която оптически наподобява оригинала. Това определено се харесва на купувачите и Крайслер и Дженеръл Моторс взимат решение да възродят Додж Чалънджър и Шевролет Камаро. Прототипите им получават добри отзиви, а серийното производство е запланувано съответно за 2008 и 2009 г.
В днешни дни класическите модели от периода 1964-1974 отново са обект на интерес, особено от страна на колекционерите.